# BLUE BE-BOP
「BLUE BE-BOP」（ブルー・ビー・バップ）はRIP SLYMEの6枚目のシングル。2002年11月27日発売。

## 概要
ミリオンセラーを記録したアルバム『TOKYO CLASSIC』から約4ヶ月ぶりのシングルで、RIP SLYMEの2002年を締めくくる一枚になっている。
同年10月、ヒップホップグループのキングギドラがリリースしたアルバム『最終兵器』内の楽曲「公開処刑 feat. BOY-KEN」でK DUB SHINEにディス（批判）されたが、「BLUE BE-BOP」のPVの最後に「THANK YOU FOR YOUR KIND ADVICE AND SUPPORT!（親切な忠告とサポートをありがとうございます）」との表現があり、アンサーではないかと話題になった。ちなみに、K DUB SHINEは後の2004年8月、「blast」誌上のインタビューでもう批判はしない、といった意の発言をしている。 
初動売上は自己最高を記録し、自身初のオリコンシングルチャート1位を獲得。現時点でオリコンチャート1位獲得、及び初動10万枚を突破したシングルは本作のみである。
初回プレス分のみファイヤーシール付ビックリ・デジパック仕様。

## 収録曲
1. BLUE BE-BOP
（作詞・作曲：RIP SLYME）
PVはメンバーが寺で修行するというものであり、メンバーが作務衣姿で歌っている。アルバム『TIME TO GO』収録。
2. WHY
（作詞・作曲：RIP SLYME）
アルバム『TIME TO GO』収録。
3. VIP SLYME
（作詞・作曲：RIP SLYME）
アルバム未収録。